# Weltpostkongress 2012
Der 25. Weltpostkongress 2012 fand vom 24. September bis 15. Oktober 2012 im Qatar National Convention Centre (QNCC) in Doha, Katar, statt. Es nahmen etwa 2000 Delegierte aus allen 192 Weltpostvereinsländern teil. Das Motto lautete: „New world, new strategy“ (Neue Welt, neue Strategie).

## Vorbereitung
Am 3. April 2009 wurde am Hauptsitz des Weltpostvereins in Bern das Abkommen zur Durchführung des Kongresses unterzeichnet. Zum Vorsitzenden wurde Ali Mohammed Ali Al Ali, Vorsitzender und Generaldirektor von Qatar Post, bestimmt.

## Beschlüsse
Kurz vor Ende des Kongresses beschloss dieser, dass der nächste Weltpostkongress 2016 in Istanbul stattfinden soll.

## Folgetreffen
Am 8. Oktober 2012 fand ein Ministertreffen mit einer Reihe hochrangiger Gäste statt, auf dem die Auswirkungen der Technologie auf die Kommunikationslandschaft, die Möglichkeiten der Post, die wirtschaftliche und soziale Eingliederung zu fördern, sowie die Zukunftsperspektiven des Postsektors und des Weltpostvereins erörtert wurden.